# Чифирь

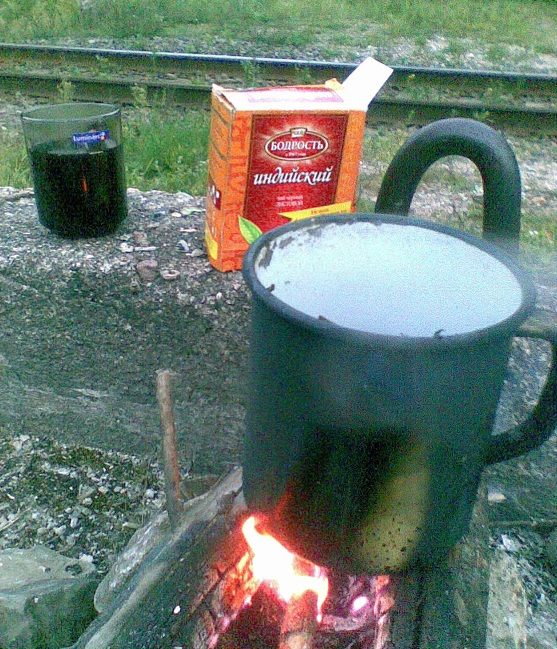
Приготовление чифира на костре в эмалированной кружке

Чифи́рь (Чифи́р) — напиток, получаемый вывариванием высококонцентрированной заварки чая. Обладает психостимулирующим действием. 

## Происхождение названия
Существует несколько версий происхождения слова «чифир»:
- от слова «чагир» — так назывался суррогат чая, употреблявшийся в Восточной Сибири[2].
- от «wikt:чихирь» — крепкого кавказского вина[3].
- от «чихэр» — монгольского слова «сладость»[3].
- от сибирского областного слова «чихирь» — испорченного, скисшего вина; вообще любого дурманящего вещества неясного, тёмного (по цвету) происхождения и вида[4].

## Чифирь в тюрьмах
Кружка для приготовления и употребления чифира называется «чифирба́к». В камерах чифир готовят на электрической плитке или с помощью электрического кипятильника (может применяться самодельный кипятильник из двух лезвий от бритвенного прибора («мутило»), только он придаёт чифиру «металлический» привкус). Если заключённым в камере очень хочется выпить чифирь, а нагревательных приборов нет — разжигают костёр, используя тряпки, газету, скрученную в тонкую длинную трубку. В качестве «сухого горючего» может быть использован широко распространённый противотуберкулёзный препарат изониазид.
Напиток, средний по крепости между чаем и чифирём, называется «купчик» или «купец».
Стандартная просьба заключённого к друзьям и родственникам на свободе — принести «курить-заварить»[неизвестный термин] («Люблю, скучаю, вышлите курить и чаю»).

## В художественной литературе
Чифирь несколько раз упоминается в «Колымских рассказах» Варлама Шаламова. Пример:

Речь шла об удивительном северном напитке — крепком чае, когда на небольшую кружку заваривается пятьдесят и больше граммов чая. Напиток крайне горек, пьют его глотками и закусывают солёной рыбой. Он снимает сон и потому в почёте у блатных и у северных шофёров в дальних рейсах. Чифирь должен был разрушительно действовать на сердце, но я знавал многолетних чифиристов, переносящих его почти безболезненно.
Также чифирь упоминается Сергеем Довлатовым в его повести «Зона. Записки надзирателя» и Анатолием Марченко в романе «Мои показания». Рецепт приготовления чифира и ситуации его употребления описываются в первой части автобиографический трилогии Михаила Дёмина «Блатной». Чифирь регулярно упоминается в произведениях Олега Куваева, особенно в романе « Территория». В тексте романа особо указано, что во время Великой Отечественной войны, когда страна требовала золота и иных полезных ископаемых, геологи приготовляли так называемый «допинг» — чифирь пополам со спиртом, служивший универсальным стимулятором и лекарством от всех болезней. Правда, как отмечает О. Куваев, большинство регулярно употреблявших эту смесь отличались ранней смертностью в 35—37 лет.
В романе «Дети капитана Гранта» Жюля Верна упоминается об «австралийском чае»:

В одиннадцать часов вечера подали чай, который сервирован был по-английски — изысканно. Но Паганель все же попросил, чтобы ему дали попробовать австралийского чаю. Географу принесли бурду, темную, как чернила, которую приготовляют так: полфунта чаю кипятят в литре воды в течение четырех часов. Паганель попробовал, поморщился, но объявил, что напиток превосходный.